# Vítor Rodrigues
Vítor Bruno Fernandes Rodrigues (Guimarães, 14 de maio de 1984) é um atleta português de ultramaratona que representa o Vitória Sport Clube. Em 2020, sagrou-se campeão de uma das maiores provas nacionais da modalidade, a PT 281 Ultramarathon, ao completar os 281 quilómetros da prova em cerca de 39 horas. Já participou em algumas das mais importantes provas mundiais, uma das quais a BR135, em 2019, que terminou em 2º lugar ao cumprir os 217,26 quilómetros em 34 horas. No mesmo ano participou na mítica e exclusiva prova de Badwater, descrita como a mais difícil do mundo, e terminou a mesma em 36 horas.
É atleta amador e militar da GNR de profissão.